# Julius Frey
Julius Frey (Stuttgart, 25 d'octubre de 1881 – Stuttgart, 28 d'agost de 1960) va ser un nedador alemany que va competir a principis del segle xx.
El 1900 va prendre part en els Jocs Olímpics de París, on va guanyar la medalla d'or en la prova dels 200 metres per equips, junt a Ernst Hoppenberg, Max Hainle, Max Schöne i Herbert von Petersdorff. En els 200 metres lliures acabà en vuitena posició.